# ديون باتلر
ديون باتلر (بالإنجليزية: Deon Butler)‏ هو لاعب كرة قدم أمريكية أمريكي، ولد في 4 يناير 1986 في فيرفاكس في الولايات المتحدة.

## وصلات خارجية
- ديون باتلر على موقع مرجع كرة القدم المحترفة.كوم (الإنجليزية)